# Ballisme
Ballisme is een zeldzaam neurologisch symptoom dat zich kenmerkt door onbewuste, onregelmatige, grove bewegingen zonder duidelijk patroon. Deze bewegingen zijn proximaal in de ledematen met grote amplitude, vaak unilateraal en vergezeld van chorea. Ballisme wordt ook wel proximale chorea genoemd. Als dit beeld zich aan één kant voordoet, wat veel vaker voorkomt dan de dubbelzijdige variant, dan spreekt men van hemiballisme.

## Oorzaak
Binnen de neuroanatomie is dit te herleiden door een letsel aan de nucleus subthalamicus die onder meer betrokken is bij het motorisch circuit in de hersenen, met name de 'indirecte baan' die loopt van het neostriatum naar de cortex met onder andere de nucleus subthalamicus en vervolgens de thalamus als tussenstations. De nucleus subthalamicus zorgt via deze indirecte baan voor een remmend effect op de motorische cortex. Wanneer deze beschadigd raakt, valt dit inhiberend effect weg, waardoor de motorische cortex te sterk gestimuleerd wordt. Dit leidt tot wilde slaande bewegingen in de contralaterale ledematen.